# Beaucourt-sur-l'Ancre
Beaucourt-sur-l'Ancre là một xã ở tỉnh Somme, vùng Hauts-de-France, Pháp.

## Địa lý
Thị trấn này tọa lạc 20 dặm Anh về phía nam của Arras trên giao lộ đường D50 và đường D163.

## Dân số
| 1962                                                         | 1968 | 1975 | 1982 | 1990 | 1999 |
| ------------------------------------------------------------ | ---- | ---- | ---- | ---- | ---- |
| 122                                                          | 127  | 111  | 103  | 90   | 87   |
| Số liệu điều tra dân số từ năm 1962, dân số không tính trùng |      |      |      |      |      |